# Clarence Clark
Clarence Munroe Clark (født 27. august 1859 i Germantown, Pennsylvania, USA, død 29. juni 1937 samme sted) var en amerikansk tennisspiller, der aktiv i slutningen af 1800-tallet.
Han tog eksamen fra University of Pennsylvania i 1878.
I 1881 blev han den først sekretær for United States Lawn Tennis Association. Samme år vandt han herredoubletitlen ved det første amerikanske mesterskab i tennis sammen med Frederick Winslow Taylor efter først at have besejret favoritterne Richard Sears og James Dwight, og derefter Alexander Van Rensselaer og Arthur Newbold i finalen. I 1882 nåede han finalen i herresingle, hvor han dog tabte til Richard Sears i tre sæt. I 1884 spillede han sig frem til semifinalen.
Han blev gift med sin doublemakkers søster.
Clark blev professor i bjerglandbrug ved Berea College.
Han døde den 29. juni 1937 i en alder af 77 år i sit hjem, Cedron, i Germantown, Philadelphia.
Han blev optaget i International Tennis Hall of Fame i 1983, hvor han blev genforenet med sin bror, Joseph Clark, som blev optaget allerede i 1955.